# Hot R&B/Hip-Hop Songs
Hot R&B/Hip-Hop Songs — щотижневий рейтинг найпопулярніших ритм-енд-блюзових та хіп-хопових пісень в США, який публікується журналом Billboard.
Починаючи з 1942 року чарт слідкує за успіхом поп-музики в мегаполісах. Протягом багатьох років в хіт-параді неодноразово домінували такі жанри: джаз, ритм-енд-блюз, рок-н-рол, соул та фанк, але останнім часом верхні сходинки чарту займають переважно R&B- та хіп-хоп-пісні. Чарт містить у собі найпопулярніші пісні R&B та хіп-хопу, які набрали найбільшу кількість радіо-ротацій, а також кількість проданих треків та синглів в музичних магазинах.

## Історія
Офіційна назва чарта:
| Початок       | Кінець        | Назва чарта                      |
| ------------- | ------------- | -------------------------------- |
| Жовтень 1942  | Лютий 1945    | The Harlem Hit Parade            |
| Лютий 1945    | Червень 1949  | Race Records                     |
| Червень 1949  | Жовтень 1958  | Rhythm & Blues Records*          |
| Жовтень 1958  | Листопад 1963 | Hot R&B Sides                    |
| Листопад 1963 | Січень 1965   | **                               |
| Січень 1965   | Серпень 1969  | Hot Rhythm & Blues Singles       |
| Серпень 1969  | Липень 1973   | Best Selling Soul Singles        |
| Липень 1973   | Червень 1982  | Hot Soul Singles                 |
| Червень 1982  | Жовтень 1990  | Hot Black Singles                |
| Жовтень 1990  | 1998          | Hot R&B Singles                  |
| 1998          | 2005          | Hot R&B/Hip-Hop Singles & Tracks |
| 2005          | —             | Hot R&B/Hip-Hop Songs            |

* — В період з 1948 та 1955 роки існували окремі чарти Best Sellers (Бестселери) та Juke Box plays (Хіти радіостанцій). В 1955 році з'явився третій — Jockeys chart (Чарт ді-джеїв), оснований на кількості ротацій. Ці три чарти були об'єднані в один чарт R&B в жовтні 1958 року.
** — З 30 листопад 1963 по 23 січня 1965 R&B-чарта не існувало, його скасували в жовтні 1963, після того, як Billboard вирішив, що чарт більше не потрібен через розквіт компанії звукозапису Motown та її спрямованість на афроамериканську аудиторію слухачів. В 1965 році хіт-парад був відновлений.
Назву чарту було змінено на Hot R&B/Hip-Hop Singles & Tracks, де, за аналогією з хіт-парадом Hot 100, тепер до чарту могли увійти лише альбомні треки починаючи з 1998 року. Billboard змінив назву чарта на Hot R&B/Hip-Hop Songs в 2005 році.
На доданок до цього чарту існував хіт-парад Bubbling Under R&B/Hip-Hop, який по аналогії з Bubbling Under Hot 100 містив пісні, яким трохи не вистачає популярності, щоб опинитися в основному чарті R&B та хіп-хоп-музики. 

## Статистика чарта та інші факти
- Аристи з найбільшою кількістю Hot R&B/Hip-Hop-хітів #1:

1. Арета Франклін — 20
2. Стіві Вандер — 19
3. Луїс Джордан — 18
4. Джеймс Браун — 17
5. Джанет Джексон — 16
6. The Temptations — 14
7. Марвін Гей — 13
7. Майкл Джексон — 13
9. Ар Келлі — 11
10. Вітні Х'юстон — 10
10. Мерая Кері — 10
10. The O'Jays — 10
10. Gladys Knight & the Pips — 10
10. Kool & the Gang — 10
Арета Франклін та Стіві Вандер мають найбільшу кількість хітів #1 в чарті R&B — по 20 хітів. Пісня Джо Ліґґінса «The Honeydripper» 1945 року та пісня Луїса Джордана «Choo Choo Ch'Boogie» 1946 року — залишаються самими тривлими за кількістю тижнів на першій позиції в чарті: 18 тижнів. Серед новіших пісень — «Be Without You» співачки Мері Дж. Блайдж провела на першому місці 15 тижнів. Вслід за нею йдуть дві пісні, які утримували верхівку хіт-параду протягом чотирнадцяти тижнів: «Nobody's Supposed To Be Here» Дебори Кокс в 1998 році та композиція «We Belong Together» Мераї Кері в 2005-му.

## Bubbling Under R&B/Hip-Hop Songs
Bubbling Under R&B/Hip-Hop Songs — це чарт, що складається з 25 позицій, які представляють пісні, які просуваються до чарту головного чарту R&B/Hip-Hop Songs. Багато разів пісні зупинялися в цьому чарті й ніколи не дебютували в чарті Hot R&B/Hip-Hop Songs. Чарт Bubbling Under R&B/Hip-Hop Songs можна також розглядати як 25-позиційний квазідодаток до чарту, оскільки чарт представляв 25 пісень під номером 50, які раніше не з’являлися в основному чарті.